# Lucky (迷你專輯)
《Lucky》是韓國人氣組合SS501隊長金賢重於2011年10月11日發行的第二張迷你專輯。

## 概述
- 以好萊塢電影【瞞天過海】為靈感並以其中最帥氣的角色喬治庫隆尼、布萊德彼特作借鏡，變身為職業賭徒玩家。
- 制霸韓國實體專輯銷售總冠軍、空降美國告示牌國際專輯排行榜No. 5與MUSIC BANK冠軍。
- 主打歌《LUCKY GUY》的風格、企劃都由金賢重親自製定,最大程度地展現了其才能。為《Break Down》擔任製作人,並獲得成功的Steven Lee繼續參與本張專輯的製作,此外,還邀請具有“成功代名詞”之稱的C-Luv參與到專輯製作中,進一步提高了專輯質量。主打歌曲《Lucky Guy》巧妙運用銅管樂與電吉他,屬於美式放克風格。對樂隊音樂很感興趣的金賢重,以“製作出能夠跳著舞演唱的樂隊音樂”為目標,將搖滾樂隊Day Break成員、龐克樂隊Common Ground成員組合在一起,完成了這首讓人感覺強烈並很有新鮮感的歌曲。並將熱鬧的搖滾放克風格結合在MV裡首度讓大家看見金賢重跳著特別編排的“阿飛舞”，與令人意猶未盡的MV故事，女主角為洪洙賢。

## 曲目
| 金賢重【Lucky】 | 金賢重【Lucky】                | 金賢重【Lucky】          | 金賢重【Lucky】                             | 金賢重【Lucky】 |
| 曲序            | 曲目                           |                          | 作曲                                        | 时长            |
| --------------- | ------------------------------ | ------------------------ | ------------------------------------------- | --------------- |
| 1.              | Do You Like That               | Joy Factory，金賢重      | Steven Lee, Drew Ryan Scott, Sean Alexander | 2:17            |
| 2.              | Lucky Guy                      | Kim Taewan, Kim Changrak | Steven Lee                                  | 3:20            |
| 3.              | 웃어요（Smile）                | Lee Seongjae             | James Burney II, PK                         | 3:01            |
| 4.              | 나는 네 남자야（我是妳的男人） | Kim Changrak             | Kim Changrak                                | 4:18            |
| 5.              | U                              | Joy Factory              | Steven Lee, Drew Ryan Scott                 | 3:38            |
| 总时长：        | 总时长：                       | 总时长：                 | 总时长：                                    | 16:35           |

## 獲獎紀錄
- 2011年10月21日於KBS「Music Bank」以《LUCKY GUY》一曲獲得K-Chart 1位。

## 紀錄排名
- 2011年10月11日，主打曲《Lucky Guy》音源公開之後在Soribada、Mnet、Bugs等實時音源榜單中排名一位，並在SK Mobile在內的各大mobile榜單中佔據一位，從而達成All Kill。另外在各大唱片銷售榜單中實時檢索排名一位，實時銷售榜單和日間銷售榜單全部一位，成為三冠王。
- 2011年11月10日，韓國Hanteo網站公佈2011年“Hanteo Awards”排行榜，該榜記錄了今年1月1日至11月7日發行的專輯銷量。金賢重以兩張個人專輯20萬835張的銷量成為了Solo歌手中的第一名，總排行榜的第三名。總排行第一、二名分別為組合SJ、Bigbang。
- 美國Billboard，10月21日登上Biggest Jump榜第1位。World Album榜第5位[2]
- 韓國HANTEO統計，2011年度專輯銷量第6位109,347[3]與1st《Break Down》合併計算銷售量第5位212,191[4]
- 韓國GAON，2011年10月9日 - 15日數位音源榜《Lucky Guy》綜合排名與韓國國內排名均為第24位 合計12,300,541。2011年10月份專輯銷售排行，總銷售第2位銷售數94,784。11月總銷量累計106,148[5]，年度總結銷售第10位銷售數101,705[4]
- 日本ORICON 進口專輯周榜，2011年11月14日公佈，首周進榜第1位銷售數量14,594[6]，專輯銷售排名總體第4位，進榜數7次[7]。
- KKBOX Twain週榜最佳名次12(2011-11-26)[8]
- 五大唱片 日韓榜
  - 2011年第41週，統計時間：2011/10/07 - 2011/10/13，首周進榜第11位銷售1.28%（第二張迷你專輯「Lucky」(韓國進口版)）
  - 2011年第47週，統計時間：2011/11/18 - 2011/11/24，首周進榜第2位銷售第9.84%（「LUCKY」(台灣獨占豪華限定盤)）
- g-musi風雲榜 
  - 東洋榜
    - 2011年第47週計算時間： 2011/11/18 - 2011/11/24，首周進榜第2位銷售10.62%

  - 綜合榜
    - 2011年第47週計算時間： 2011/11/18 - 2011/11/24，首周進榜第9位銷售2.35%
- 泰國Channel [V] Asia排行榜 Top10，2011年12月11日公佈，首週進榜獲第5位，進榜第3週獲第1位，統計至2012年3月30日進榜週數為13次。
  - 一年里亞洲圈裡最多播放的MV，觀看者最喜歡的“Asian TOP 50 Year End Chart 2011”《Lucky Guy》獲第46名[9]。

## 外部連結
- 金賢重公司KEYEAST官網
- 金賢重個人韓國官方網站 （页面存档备份，存于）
- 金賢重個人日本官方網站 （页面存档备份，存于）
- 金賢重日本環球官網 （页面存档备份，存于）
- 金賢重官方YOUTUBE頻道 （页面存档备份，存于）
- SS501韓國官方網站